# Tupoljev Tu-116
Tupoljev Tu-116 (rusko Tyполев Тy-116) je bilo turbopropelersko potniško letalo z dolgim dosegom, ki so ga zasnovali v 1950ih v Sovjetski zvezi. Tu-116 so razvijali vzporedno s precej podobnim Tu-114, Tu-116 je za razliko vstopil v serijsko proizvodnjo in je imel večjo kapaciteto potnikov. 

## Specifikacije (Tu-116)
Splošne karakteristike
- Posadka: 7-8
- Število sedežev: 24 potnikov (60 največ)
- Tovor: :*Največ: 32000 kg (70400 lb)
- Dolžina: 46,17 m (151,5 ft)
- Razpon kril: 54,1 m (177,5 ft)
- Višina: 15,5 m (50,8 ft)
- Površina kril: 311,1 m² (3349 ft²)
- Teža praznega letala: 93500 kg (205700 lb)
- Maks. vzletna teža: 182000 kg (400400 lb)
- Pogon letala: 4 ×  turbopropi s kontrarotirajočimi propelerji NK-12MV,  (15000 KM)  vsak

 Zmogljivost 
- Maks. hitrost: 900 km/h (563 mph) 489 vozlov
- Potovalna hitrost: 800 km/h (434 vozlov)
- Doseg: 10750 km (5805 nmi)
- Višina leta: 12000 m (39000 ft)
- Obremenitev kril: 421 kg/m² (86,2 lb/ft²)
- Razmerje moč/teža: 168 W/kg (0,102 KM/lb)